# NGC 6671
NGC 6671 este o galaxie situată în constelația Lira. A fost descoperită în 6 iunie 1864 de către Albert Marth.